# Picumno
Picumno (em latim: Picumnus),na mitologia romana, era o deus do crescimento. Era irmão de Pilumno (ou Pilumno). Os dois irmãos muitas vezes complementavam um a ação do outro. Entre suas atividades, os romanos atribuíam a Picumno as propriedades fertilizantes dos estrumes ou adubos e a proteção dos recém-nascidos, com seu irmão Pilumno. Também é conhecido pelo nome de Sterquilinus (ou ainda Sterculus ou Sterculius). Em latim, stercus significa esterco.